# Renato Lamas Pinto
Renato Lamas (Belo Horizonte, 28 de maio de 1978) é um jogador de basquetebol brasileiro. Jogou a última edição do NBB pela Winner Basquete Limeira, onde se aposentou precocemente das quadras, após sofrer seguidas lesões físicas, que o impossibilitavam de jogar novamente em alto nível. A partir disso, do meio do ano de 2014, se tornou técnico da equipe limeirense.
O jogador teve passagens pela Seleção Brasileira de Basquetebol Masculino  jogou o pré-olímpico e chegou a conquistar a medalha de ouro nos Jogos Pan-Americanos de 2003 em Santo Domingo.
Atualmente, Renato é gerente de seleções na Confederação Brasileira de Basketball e Coordenador de projetos na Secretaria Municipal de Ribeirão Preto, onde deve ter papel chave na volta da cidade ao basquete profissional masculino.

## Honras
- MVP do Campeonato Brasileiro: 2003
- MVP do Campeonato Paulista: 2002 e 2003

## Títulos
COC/Ribeirão Preto
- Campeonato Brasileiro: 2003
- Vice-campeão do Campeonato Brasileiro: 1998 e 2001[1]
- Campeonato Paulista: 2001, 2002, 2003 e 2004[1]

Winner/Limeira
- Campeonato Paulista: 2008

São José Basketball
- Campeonato Paulista: 2009
- Jogos Regionais: 2009 e 2010
- Jogos Abertos do Interior: 2009
- Jogos Abertos Brasileiros: 2010

Pinheiros
- Vice-campeão da Liga Sul-Americana 2011/12
- Campeonato Paulista: 2011
- Vice-campeão Campeonato Paulista: 2010
- Vice-campeão do Torneio Interligas: 2011

Seleção Brasileira
- Medalha de ouro nos Jogos Pan-Americanos de Santo Domingo: 2003
- Campeão Sul-Americano: 2003
- Vice-campeão Sul-Americano: 2001 e 2004